# Regner
Le  regner  est un cépage de cuve allemand de raisins blancs.

## Origine et répartition géographique
Le cépage est une obtention de Georg Scheu dans l'institut Landesanstalt für Rebenzüchtung à Alzey. L'origine génétique est vérifiée et c'est un croisement des cépages lignan blanc x  gamay hâtif des Vosges réalisé en 1929. Le cépage est autorisé dans de nombreux Länder en Allemagne. La superficie plantée est en régression passant de 173 hectares en 1994 à 124 hectares en 2001 et 124 hectares en 2019.
Le nom du cépage a été choisi en hommage à Maria Regner, collaboratrice de Georg Scheu.

## Caractères ampélographiques
- Extrémité du jeune rameau duveteux blanc
- Feuilles adultes, à 5 lobes, avec un sinus pétiolaire en V ouvert

## Aptitudes culturales
La maturité est de première époque tardive: 5 - 6  jours après  le chasselas.

## Potentiel technologique
Les grappes sont moyennes et les baies sont de taille grosse. La grappe est cylindrique et compacte. Le cépage est de bonne vigueur et d’une moyenne fertile régulière. Il est légèrement sensible à la pourriture grise et il craint l'oïdium et le calcaire. Le cépage donne des vins blanc sec fruité avec une légère note musquée mais manquant d’acidité.

## Synonymes
Le  regner  est connu sous le sigle AZ 10.378